# Helmut Wieczorek
Helmut Wieczorek (* 24. Februar 1934 in Bochum; † 29. November 2010) war ein deutscher Ingenieur, Manager und Politiker der SPD.

## Leben
Helmut Wieczorek absolvierte nach der Volksschule eine Handwerkerlehre. Über den 2. Bildungsweg erwarb er eine Ingenieurqualifikation, daneben absolvierte er ein berufsbegleitendes wirtschaftswissenschaftliches Studium. Von 1958 bis 1960 war er Betriebsassistent im Krupp Bochumer Verein, von 1960 bis 1965 Sicherheitsingenieur der Phoenix-Rheinrohr AG, Duisburg. Von 1965 bis 1973 war er Betriebsleiter, 1973 bis 1975 Betriebschef. Ab 1975 war er Oberingenieur der Thyssen AG und Leiter vorstandsunmittelbarer Stabsabteilungen der Thyssen AG, ab 1984 Geschäftsbereichsvorstand der Thyssen Industrie, mit der Geschäftsführung von Thyssen Engineering GmbH betraut. Seit 1994 war er freiberuflich tätig. Er war Aufsichtsratsvorsitzender der Duisburg-Ruhrorter Häfen AG und Mitglied der IG Metall seit 1949.
Wieczorek war katholisch, verheiratet und hatte zwei Kinder.

## Politische Funktionen
Helmut Wieczorek trat 1957 in die SPD ein. Er war von 1969 bis 1980 Mitglied des Rates der Stadt Duisburg, von 1975 bis 1980 1. Bürgermeister der Stadt Duisburg. Im Jahr 1980 wurde er Mitglied des Bundestages, 1982 Mitglied im Vorstand der SPD-Fraktion. Von 1982 bis 1994 war er Obmann der SPD im Haushaltsausschuss, von 1994 bis 1998 Vorsitzender des Haushaltsausschusses und von 1998 bis 2002 Vorsitzender des Verteidigungsausschusses. Im Jahr 2002 schied er aus dem Bundestag aus.